# Egy szobalány naplója (film, 1964)
Az Egy szobalány naplója (eredeti cím franciául: Le Journal d'une femme de chambre) 1964-ben bemutatott francia-olasz film Luis Buñuel rendezésében.

## Történet
|  | Alább a cselekmény részletei következnek! |

A történet a két világháború között játszódik. Céléstine, a cselédlány Párizsból érkezik a vidéki nemes, Monteille úr családjához. Montellie asszony visszahúzódó, szokásainak élő, szigorú nő, szemben férjével, aki folyton a nők után fut, mivel felesége kizárja a szexuális együttlétet vele. Monteille asszony legkedvesebb barátja a helyi plébános, akivel gyakran beszélgetnek Monteille úr szexuális „túlfűtöttségéről”. Céléstine megérkezése felkavarja a helyi állóvizet, Monteille úr, Monteille asszony idős apja – aki párizsi cipész volt, Mauger kapitány – aki hősiesen harcolt a világháborúban – és a gondnok – Joseph – is szemet vet rá.
Céléstine Monteille úr szexuális próbálkozásait rendre visszautasítja, aki a mentálisan sérült, 60 év körüli szakácsnőnél keres „vigasztalást”.
Monteille asszony apja cipőfetisiszta, akinek elvárása, hogy Céléstine mindennap este keresse meg, és az otthon őrzött női cipellőinek egy-két darabját viselje, azokban sétáljon a szobában. Később az idős urat egy halom cipő közé esve, halva találják meg.
A Monteille-család szomszédja a 60-as éveiben járó Mauger kapitány, akinek szórakozása, hogy szemetet és  kődarabokat dobál át Monteille-család birtokára. Monteille urat gyakran sértegeti, aki azonban hiába jelenti fel többször, a helyi bíró Mauger kapitány háborús érdemeire hivatkozva mindig elutasítja a panaszát.
Joseph, a Monteille-család kertésze, gondnoka kegyetlen, agresszív ember, aki legnagyobb élvezetét a libák megölésében találja meg. Esténként Josephez a legkülönbözőbb emberek érkeznek a faluból,  hogy röpiratokat, gyújtó hangú antiszemita és kommunista ellenes újságokat írjanak.
Céléstine megérkezése után pár héttel egy falubeli 12 éves lány – Claire – eltűnik, és később az erdőben találják meg a meztelen, megerőszakolt, megcsonkított holttestét. Céléstine Joseph-re gyanakszik, de semmilyen bizonyítéka nincsen ellene. A filmben nem derül ki, hogy valóban Joseph-e a tettes, ám a tekintve, hogy ő is az erdőn ment keresztül akkor, és többször is szemet vetett a lányra nem hagy kétséget Céléstine számára, hogy ő a tettes. Céléstine, hogy bizonyítékot találjon Joseph ellen, viszonyt létesít vele, és esténként Joseph szobájában kutat, ám nem talál semmit. Végül egy hamis bizonyítékot helyez el Joseph ágya alatt, amit a rendőrség megtalál és Josephet elvezetik, aki persze tudja, hogy Céléstine rejtette oda. Céléstine a faluban marad és hozzámegy Mauger kapitányhoz, és hasonló szokásokat vesz fel, mint Monteille asszony. Josephet a bíróság felmenti és a tengerhez utazik, ahol egy kocsmát nyit immár új barátnőjével. A film egy fasiszta tüntetés szürreális képsorával zárul, ahol Joseph vezeti a tömeget.
|  | Itt a vége a cselekmény részletezésének! |

## Szereplők
- Jeanne Moreau – Céléstine
- Georges Géret – Joseph
- Daniel Ivernel – Mauger kapitány
- Francoise Lugagne – Monteil asszony
- Muni – Marianne
- Jean Ozenne – Rabour úr
- Michel Piccoli – Monteil úr
- Gilberte Géniat – Rose
- Jean-Claude Carriére – pap
- Dominique Sauvage – Claire

## Háttér
A film Octave Mirbeau azonos című regényének meglehetősen szabad adaptációja.
Céléstine történetéről szól a film, egyben bemutatva a két világháború közti vidéki Franciaország gondjait, visszásságait. A társadalom erkölcsi hanyatlása Buñuel szerint közvetlenül vezet a film végi fasiszta tüntetésig, fasiszta elemek megerősödéséig. Céléstine a boldogulást az uralkodó réteg normáinak elfogadásában látja, igyekszik alkalmazkodni, végül egy helyi méltósággal házasodik össze, és hasonló társadalmi szintre emelkedik, mint egykori munkaadója. Joseph a társadalom radikális átalakításában hisz, így nem akar hasonlítani gazdáihoz, életét a fasiszta, antiszemita mozgalomban tudja elképzelni. Joseph a filmben többször is elhangzó mondata – „Ugyanolyanok vagyunk mi ketten Céléstine” a film végére nyer értelmet a néző előtt: Buñuel szerint a nyugati burzsoá világ erkölcsi fertője, képmutatása és közönyössége okozza magát a fasizmust, az agressziót, az egyes népek, rétegek elnyomását, kizsákmányolását. Buñuel e filmje szerint a nyugati fejlett világ kéz a kézben jár a diktatórikus, fasiszta, kirekesztő képzetekkel, gondolatokkal.

## Díjak

### Karlovy Vary-i Nemzetközi Filmfesztivál(1964)
- díj: legjobb színésznő (Jeanne Moreau)